# Ali Farka Touré
Ali Ibrahim "Farka" Touré (31 tháng 10 năm 1939 – 7 tháng 3 năm 2006) là một ca sĩ và nhạc sĩ chơi rất nhiều nhạc cụ người Mali. Ông là một trong những nhạc sĩ ở lục địa châu Phi nổi tiếng quốc tế nhất. Nhạc của ông được xem như là trộn lẫn nhạc truyền thống Mali với nhạc blues. Touré được xếp hạng 37 trên tạp chí Spin trong số "100 nhạc sĩ guitar vĩ đại nhất của mọi thời đại".